# Iron Fire
Iron Fire (Железный огонь, англ) — датская пауэр- и спид-метал-группа, основанная в 1995 году под названием Misery. Название было изменено поначалу на Decades Of Darkness и окончательно на Iron Fire.
Во время существования группы, Iron Fire имела очень нестабильный состав участников. В марте 2006, она записала альбом Revenge под лейблом Napalm Records.

## Участники
- Martin Steene — вокал
- Kirk Backarach — гитары
- Johan Jacob H. Olsen (J.J.) — гитары
- Martin Lund — бас-гитара
- Fritz Wagner — ударные

## Бывшие участники
- Kristian H. Martinsen — гитары, перкуссия (1998—2001)
- Kristian «Iver» Iversen — гитары (1995—2000)
- Martin Slott — гитары (1998—2002)
- Søren Jensen — гитары (2002—2003)
- Jeff Lukka — гитары (2003)

- Gunnar Olsen — ударные (1998—2000)
- Tony Olsen — ударные
- Morten Plenge — ударные (2001—2003)
- Steve Mason — бас-гитара (1995—1998)
- Martin Sunddal — ударные

- Jakob Lykkebo — бас-гитара (1998—2001)
- Jose Cruz — бас-гитара (2002—2003)
- Christian Martinsen — бас-гитара (live 2004)
- Jens B. — ударные

## Дискография

### Студийные альбомы
- Thunderstorm (2000)
- On the Edge (2001)
- Revenge (2006)
- Blade of Triumph (2007)
- To The Grave (2009)
- Metalmorphosized (2010)
- Voyage of the Damned (2012)
- Among the Dead (2016)
- Beyond The Void (2019)

### Другие релизы
- Demo (1998)
- Spaced Out (2003)
- The Underworld [Demo] (2003)